# Ereteken voor Verdienste van het Ministerie van Buitenlandse Zaken

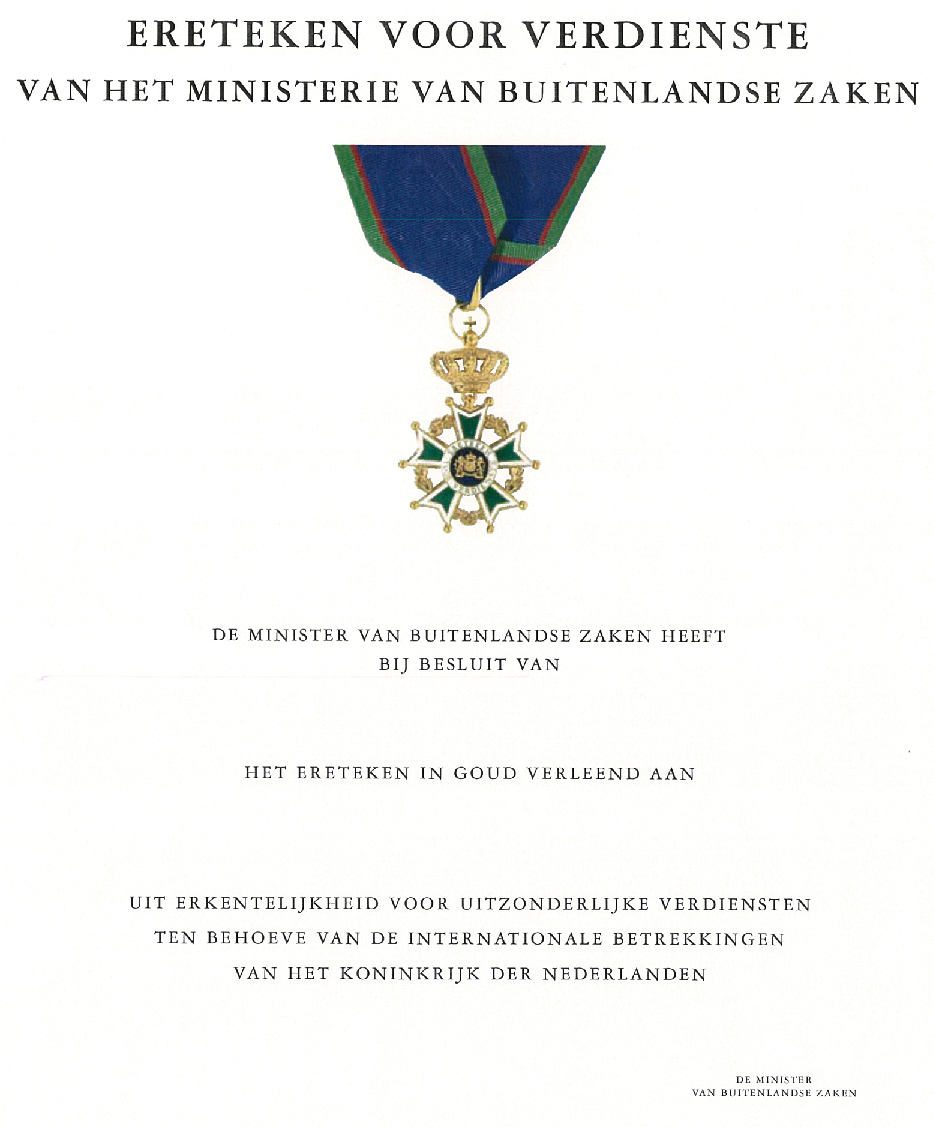
Certificaat horende bij het Ereteken voor Verdienste in goud

Het Ereteken voor Verdienste van het Ministerie van Buitenlandse Zaken is een onderscheiding toegekend door de Minister van Buitenlandse Zaken. De onderscheiding is ingesteld als een blijvende herinnering aan bijzondere en persoonlijke verdiensten van een persoon voor het Ministerie van Buitenlandse Zaken dan wel voor de internationale betrekkingen van het Koninkrijk der Nederlanden.
De onderscheiding is zonder overleg met de Kanselarij der Nederlandse Orden ingesteld en wordt daardoor niet erkend als officiële onderscheiding. Zij is daardoor niet opgenomen in het Besluit draagvolgorde onderscheidingen.

## Omschrijving decoratie

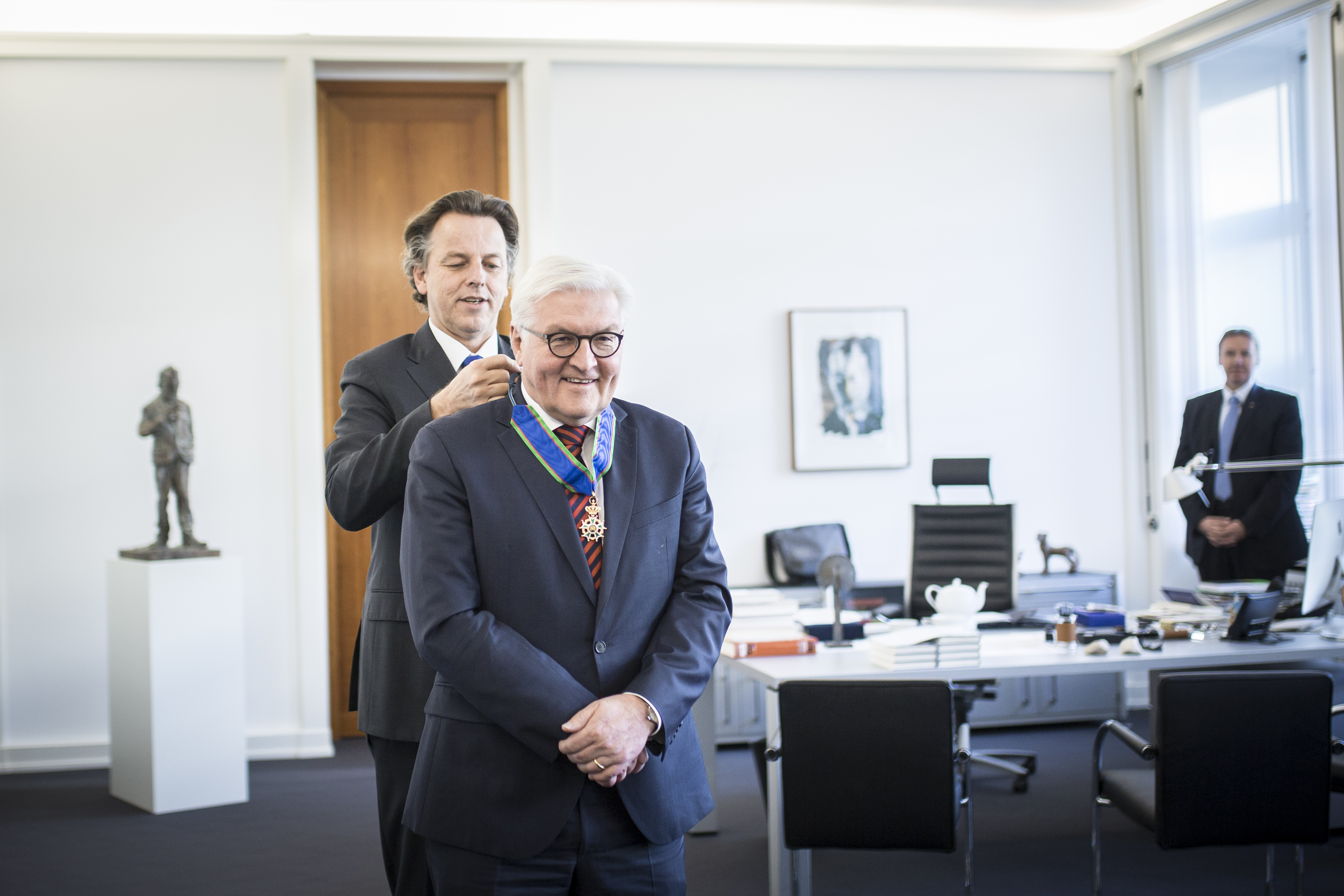
De Duitse minister Steinmeier ontvangt het Ereteken voor Verdienste uit handen van minister Koenders (januari 2017)

Het teken der orde bestaat uit een 5-armige ster met tien geparelde punten en een lauwerkrans tussen de armen, gedekt met een Koninklijke kroon. Het Ordeteken is uitgevoerd in verguld zilver. De armen van de ster zijn geëmailleerd in twee kleuren. De basiskleur is groen, de buitenste rand is wit. Beide banen zijn gescheiden door een rand van het edelmetaal. In het midden van het kruis bevindt zich een medaillon met een diameter 16.5 mm. Het medaillon bestaat uit een blauw geëmailleerd rond schild, diameter 10 mm, omlijst met een geëmailleerde witte rand met zilver vergulde omlijstingen. Op de voorzijde van het medaillon is het Rijkswapen in relief en in verguld zilver afgebeeld. In de wit geëmailleerde rand eromheen is de tekst ‘ERETEKEN VOOR VERDIENSTE’ te lezen. Op de tegenzijde van het medaillon is een geografische weergave van Nederland met rechts daarvan de bovenwindse en benedenwindse eilanden in een vlak in het verguld zilver afgebeeld. In de wit geëmailleerde rand eromheen is de tekst ‘KONINKRIJK DER NEDERLANDEN’ te lezen.

## Decorati
| Jaar | Persoon                       | Gradatie | Uitgereikt door    |
| ---- | ----------------------------- | -------- | ------------------ |
| 2010 | Maxime Verhagen               | Goud     | Ed Kronenburg      |
| 2013 | Bernard Wientjes              | Goud     | Renée Jones-Bos    |
| 2014 | Julie Bishop                  | Goud     | Frans Timmermans   |
| 2014 | Marie-Louise Tiesinga-Autsema | Goud     | Uri Rosenthal      |
| 2015 | Dorian van der Brempt         |          | Renilde Steeghs    |
| 2017 | Frank-Walter Steinmeier       | Goud     | Bert Koenders      |
| 2017 | Tom Middendorp                | Goud     | Bert Koenders      |
| 2017 | Ton Dietz                     | Goud     | Bert Koenders      |
| 2020 | Hans de Boer                  | Goud     | Sigrid Kaag        |
| 2023 | Bram Boxhoorn                 | Goud     | Yvette van Eechoud |
| 2023 | Henk Ovink                    | Goud     | Wopke Hoekstra     |
| 2023 | Jean Asselborn                | Goud     | Cees Bansema       |